# Araeoncus altissimus
Araeoncus altissimus là một loài nhện trong họ Linyphiidae.
Loài này thuộc chi Araeoncus. Araeoncus altissimus được Eugène Simon miêu tả năm 1884.